# Dąb Bogusława X

Dąb Bogusława X – dąb szypułkowy (Quercus robur), pomnik przyrody o obwodzie pnia na wysokości 0,3 m wynoszącym 7,89 m (1,3–6,8 m), średnicy korony 24 m, wysokości 28 m, położony w Puszczy Wkrzańskiej w województwie zachodniopomorskim, przy drodze Warszewo-Leśno Górne. Wiek jego oceniany jest na ok. 600 lat.
Nazwa dębu wiąże się m.in. z legendą, według której miał pod nim odpoczywać podczas wędrówek i polowań książę Bogusław X (1454–1523). Tablica znajdująca się przy dębie informuje, iż imię Bogusława X zostało mu nadane ze względu na cześć i jego historyczne zasługi w rozwoju księstwa pomorskiego.
Pod koniec ubiegłego stulecia obok niego rósł drugi dąb o obwodzie pnia ok. 640 cm. Jednak zaczął obumierać, a w 1983 r. został zniszczony przez wichurę.

## Drogi obok dębu
Drzewo rośnie przy rozdrożu. Prowadzą stąd cztery drogi: 
1. do wsi Leśno Górne
2. do wsi Siedlice
3. do wsi Pilchowo
4. do osiedla Szczecin – Warszewo

## Szlaki przebiegające obok dębu
Szlak „Ścieżkami Dzików”: Szczecin Las Arkoński – Osów – Wielecka Góra – Dąb Bogusława X – Szczecin Mścięcino (15,2 km)
 Szlak Pokoju: Szczecin Głębokie – Polana Harcerska – Dąb Bogusława X – Leśno Górne – Pilchowo (12,2 km)

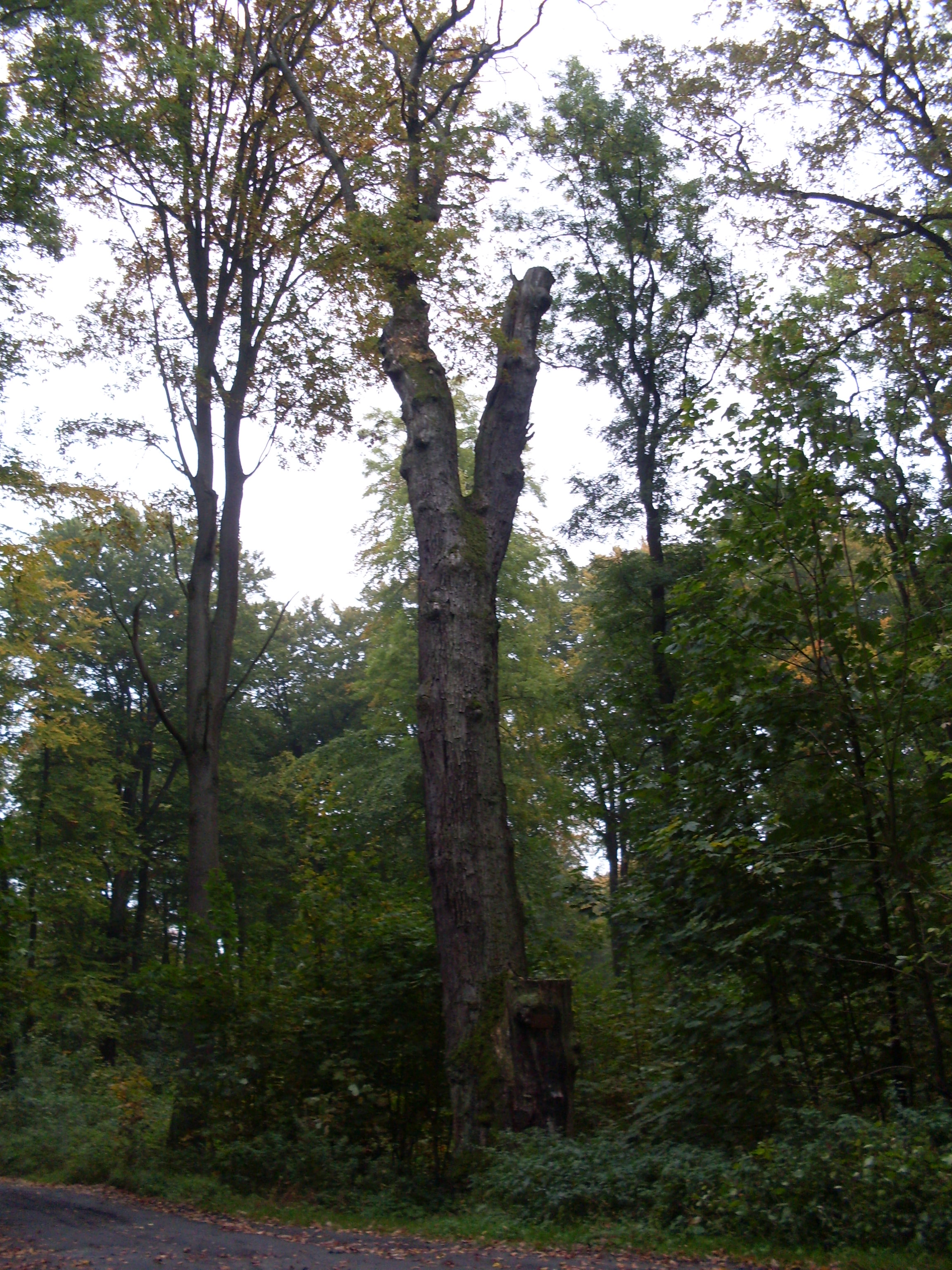
Dąb Bogusława jesienią
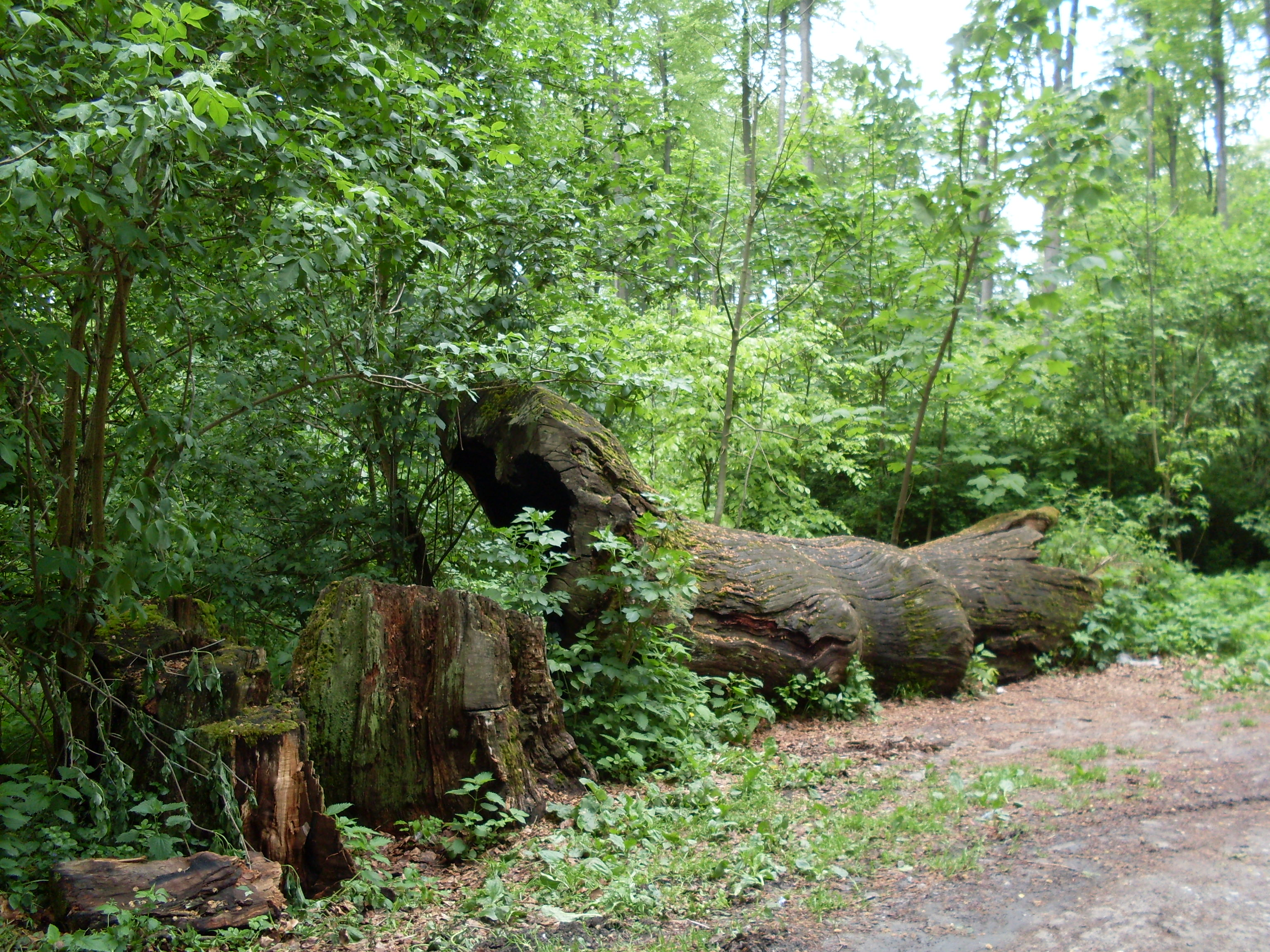
Powalony dąb Bogusława
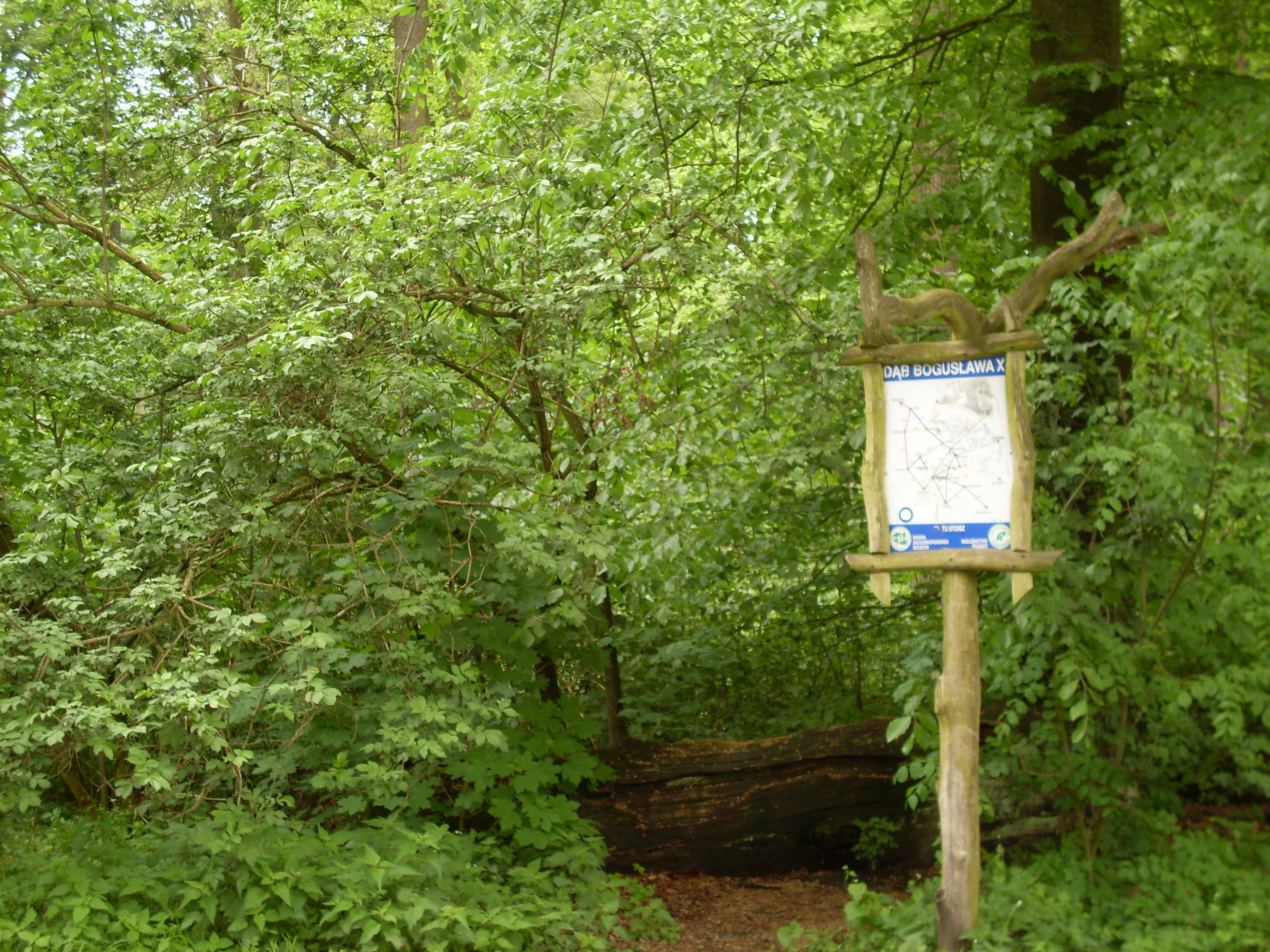
Sieć szlaków PTTK w Puszczy Wkrzańskiej, tablica informacyjna obok dębów Bogusława
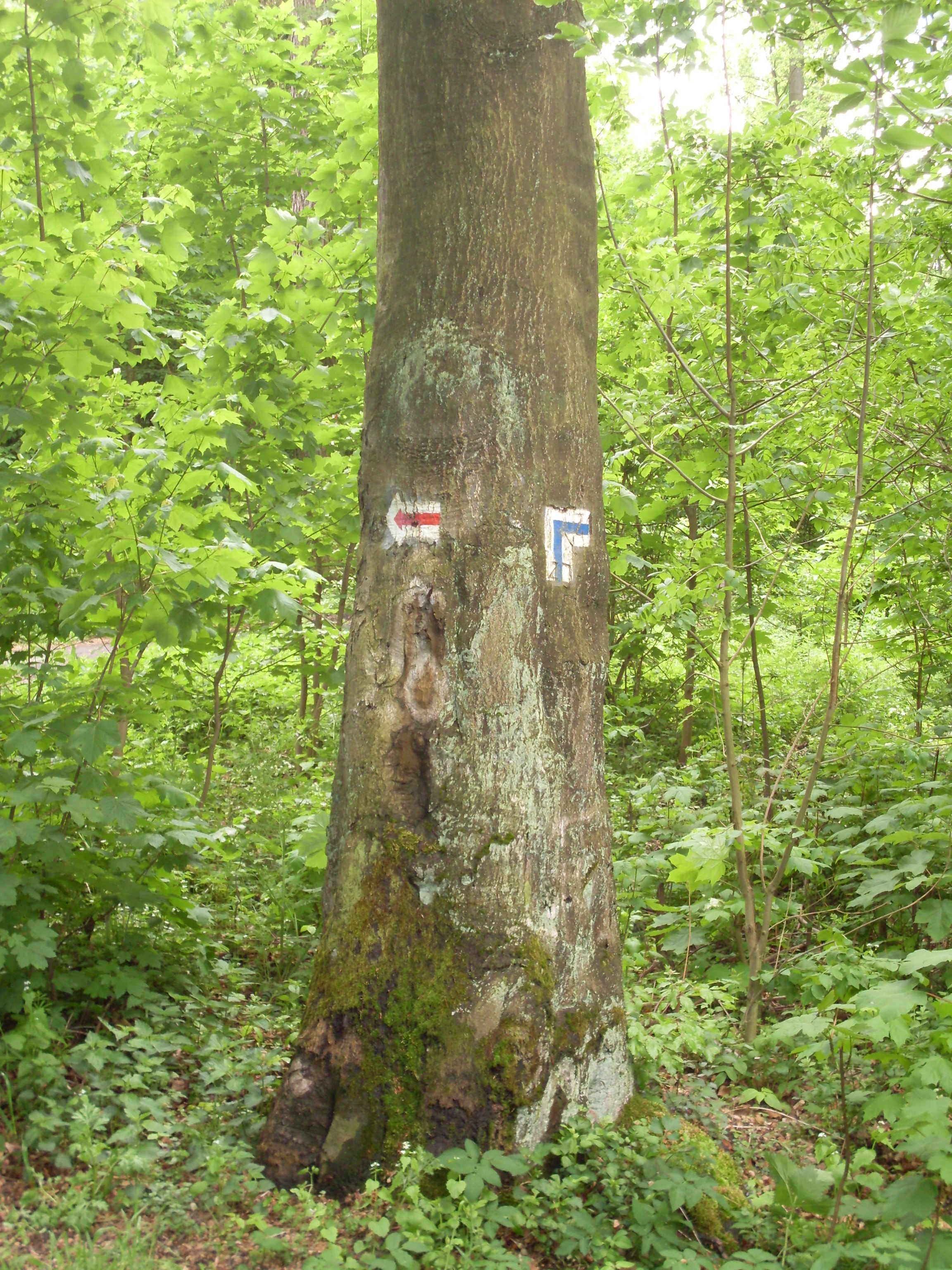
Oznaczenia szlaków PTTK przebiegających obok dębów Bogusława